# مملكة الأوراس
مملكة الأوراس (بالأمازيغية: ⵜⴰⴳⵍⴷⵉⵜ ⵏ ⴰⵓⵔⴻⵙ ، باللاتينية: Regnum Aurasium)، هي مملكة مسيحية أمازيغية مستقلة نشأت في منطقة الأوراس (شمال شرق الجزائر حاليًا). أسسها الملك ماستييس حوالي عام 480 ردًا على سلسلة من الثورات الأمازيغية ضد المملكة الوندالية التي احتلت مقاطعة إفريقيا الرومانية عام 435 بعد الميلاد. ظلت مملكة الأوراس مملكة مستقلة حتى الفتح الإسلامي للمغرب عام 703 بعد الميلاد، عندما قُتلت آخر ملوكها وهي الكاهنة ديهيا في إحدى المعارك.
جمعت مملكة الأوراس (مثلها مثل مملكة ماورو الرومانية الأكبر) بين جوانب الثقافة الرومانية والأمازيغية من أجل السيطرة بكفاءة على سكان يتألفون من كل من المقاطعات الرومانية والقبائل الأمازيغية. على سبيل المثال استخدم الملك ماستييس لقب (دوكس) ولاحقا لقب (إمبراتور) لإضفاء الشرعية على حكمه وأعلن نفسه على الملأ مسيحيًا. على الرغم من ذلك لم تعترف مملكة أوريس بسيادة الإمبراطورية الرومانية المتبقية في الشرق (غالبًا ما يطلق عليها المؤرخون الحديثون الإمبراطورية البيزنطية)، حاول الملك يبداس أيضًا احتلال ولاية إفريقيا الإمبراطورية التي تأسست بعد أن هزم البيزنطيون الفاندال ولكن دون جدوى. أحد الأسباب المحتملة لعدم اندماج الأمازيغ بنجاح في الإمبراطورية البيزنطية كما كانوا في السابق هو التحول البيزنطي في اللغة من اللاتينية إلى اليونانية مما يعني أن الأمازيغ لم يعودوا ثنائيي اللغة مع لغة حكامهم الشرفيين.
على الرغم من هذه الأعمال العدائية، دعم البيزنطيون مملكة الأوراس أثناء الفتح الإسلامي لبلاد المغرب، على أمل أن تكون المملكة بمثابة مقاومة للعرب. كانت آخر ملكة للمملكة هي الكاهنة ديهيا الزعيمة الأخيرة للمقاومة الأمازيغية ضد العرب، والتي بوفاتها سقطت وانتهت مملكة الأوراس عام 703 م.

## نشأت مملكة الأوراس
نشأت مملكة الأوراس مطلع القرن السادس حيث ادعى ملكها المؤسس ماستييس لقب إمبراطور خلال حكمه في حوالي عام 516 م، ثم تولى الحكم بعده الملك يبداس في الفترة بين 530 و546 م والذي نزل يجوب الهضاب العليا النوميدية حتى وصل حدود التل دون تمكن الحاميات البيزنطية من صده. لا يعرف من حكم مملكة الأوراس بعد يبداس وحتى ظهور ديهيا (الكاهنة) التي برزت بعد مقتل أكسيل كسيلة ملك ألطافا عام 690م، إذ انتقلت شعلة مقاومة الفتح الإسلامي للمغرب إلى قبيلتها التي تعرف باسم قبيلة جِراوة الزناتيَّة البتريَّة، خاضت قوات كسيلة في وقت لاحق بعد موته تحت قيادة الكاهينا ملكة مملكة الأوراس والحاكمة الأخيرة للأمازيغ المرومنين.

## مقاومة ديهيا والإوراس للفتح الإسلامي

### مرحلة القوة

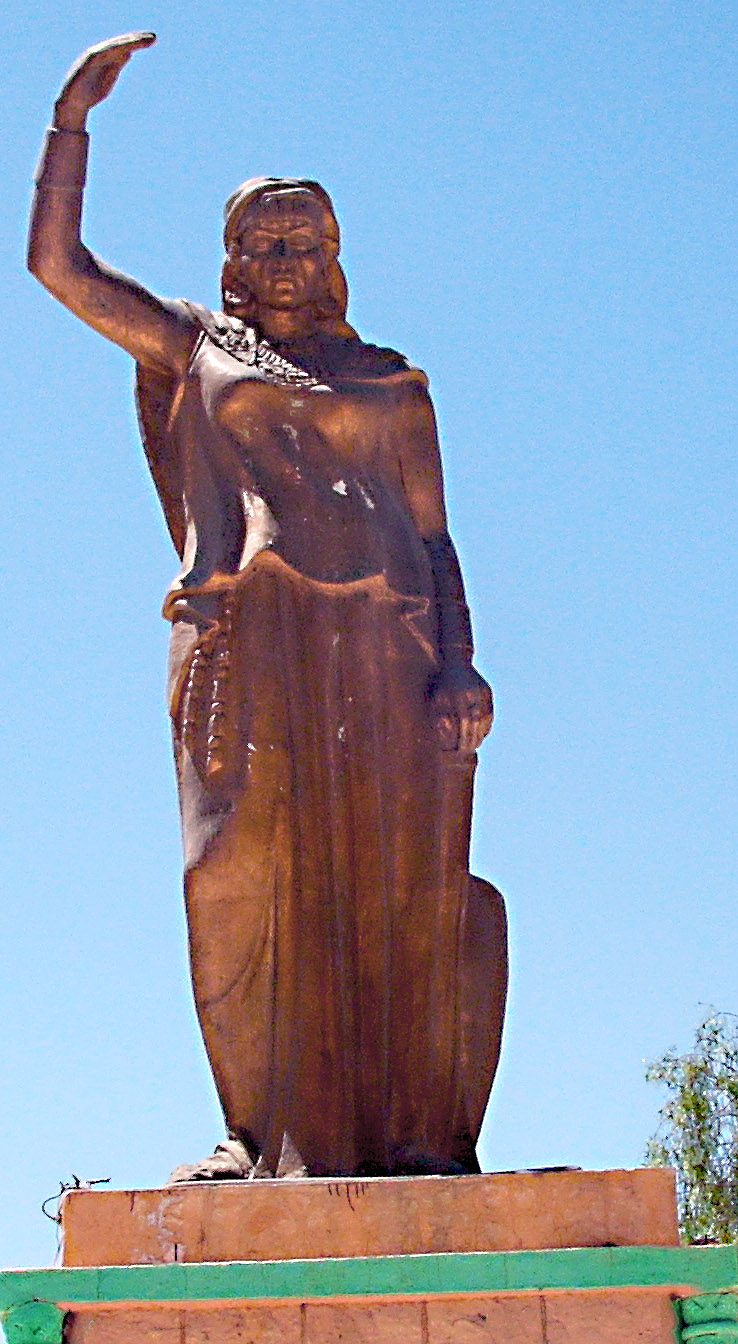
تمثالٌ لِلكاهنة في مدينة خنشلة بالجزائر.

وقع في غُضون الحملات العسكريَّة الإسلاميَّة على فُلول الروم تبدلٌ مُذهلٌ في موقف البربر، إذ انفجرت قبائلُ الأوراس بِقيادة ملكتهم التي بايعوها سنة 690م وعُرفت في المصادر العربيَّة والإسلاميَّة باسم «الكاهنة» وكانت خبيرةً بالسحر والتنبؤ بما يقع من الأحداث، واسمها الحقيقي هو «ديهيا بنت ماتية بن تيفان الجرواتيَّة الزناتيَّة»، أي أنها تنحدر من قبيلة جِراوة الزناتيَّة البتريَّة، وقد دانت، على ما يبدو، بالعقيدة اليهوديَّة. وقد حُرِّف اسمها بالعربيَّة فصار «داهية»، ويُحتمل أن يكون مُجرَّد لقب أطلقهُ المُؤرخون اللاحقون عليها لاتصافها بالدهاء، وهذه صفةٌ أساسيَّةٌ عند السحرة والمُشعوذين. ونجحت الكاهنة في تحقيق التفافٍ واسعٍ حول ثورتها من البربر الأوراس ومن بقايا البيزنطيين، فسارت إلى مدينة باغاية الساحليَّة آخر المعاقل المُهمَّة التي احتفظ بها البيزنطيُّون وسيطرت عليها، ثُمَّ راحت تتحدى المُسلمين. وفي ذلك الوقت بدأ حسَّانٌ بِتنفيذ الشطر الثاني من خطته، أي القضاء على قبائل البربر العاصية، بعد أن شُفي رجاله مما أصابهم من الجراح، وبعد أن أصلحوا من أحوالهم، فسار نحو جبال الأوراس، ولمَّا عرفت الكاهنة بِمسير المُسلمين إليها، بدأت في تطبيق سياستها التي ستُمارسُها لاحقًا على نطاقٍ واسعٍ، وهي سياسة الأرض المحروقة التي تهدف إلى ترك الأرض خرابًا أمام الخصم كي لا ينتفع بِخيراتها ويزهد في الإقامة بها، فقامت بالخُروج مع رجالها من حصن باغاية ودمَّرته وأحرقته. وانسحبت القائدة البربريَّة إلى مجرى ماء يُحتمل أن يكون أحد روافد نهر مسكيانة، أو وادي مليانة ورُغم ما تقوله النُصوص من أنَّ الجيش الإسلامي كان في مركزٍ استراتيجيٍّ جيِّد في أعلى الوادي وأنَّ جُموع البربر كانت في أسفله، فإنَّ المعركة العظيمة بين الطرفين انتهت بهزيمة المُسلمين، وأسر 80 رجلاً من أشرافهم أشهرهم خالد بن يزيد العبسي الذي تبنَّتهُ الكاهنة واتخذتهُ مُستشارًا لها. وطاردت الكاهنة المُسلمين حتى خرجوا إلى برقة واضطرّوا إلى التخلَّي عن فُتوحاتهم في إفريقية والمغرب للمرَّة الثالثة خِلال عشر سنوات، ودان المغرب لها 5 سنوات. وقد أحسنت الكاهنة مُعاملة الأسرى المُسلمين ثُمَّ أطلقتهم إلَّا خالد بن يزيد بِطبيعة الحال.

### تخريب البلاد
نفَّذت الكاهنة خِلال غيبة المُسلمين استراتيجيَّّتها العسكريَّة سالِفة الذِكر، ويُقال أنَّها قالت للبربر: «إنَّ العَرَبَ إِنَّمَا يَطلِبُونَ مِن إِفْرِيقِيَة المَدَائِنَ وَالذَّهَبَ وَالفِضَّة، وَنَحْنُ إِنَّمَا نُرِيدُ مِنهَا المَزَارِعَ وَالمَرَاعِيَ، فَلَا نَرَى لَكُمُ إِلَّا خَرَابَ إِفْرِيقِيَة كُلَّهَا حَتَّى يَيْأَس مِنهَا العَرَبُ، فَلَا يَكُونُ لَهُمُ رُجُوعٌ إِلَيْهَا إِلَى آخِرِ الدَّهرِ». وهكذا نزل أتباعُها يقطعون الشجر ويهدمون الحُصون ويخربون القُرى ويحرقون الزرع والضرع، فخرُبت إفريقية كُلها، وانتابت البلاد موجةٌ من الذُعر والخوف بين الأهالي من الأفارقة والبربر المدنيين والروم المُقيمين في إفريقية، فترك كثيرٌ منهم البلاد فرارًا من الكاهنة، ورحلوا في المراكب إلى جزائر البحر وكذلك إلى أيبيريا.

### الفتح الإسلامي ومقتل الكاهنة
لبث حسَّان في تلك الفترة ببرقة حتى جاءه المدد من عبد الملك بن مروان سنة 78هـ، فراسل حسَّانٌ خالد بن يزيد أولًا يسأله عن خبر الكاهنة، حتى أدرك أوضاعهم، ثم زحف حسَّان مُجددًا لِقتال الكاهنة والثأر لِهزيمته الأولى. وقد اقترنت عودة المُسلمين هذه المرَّة بِتغييرٍ في موازين القوى والتحالُفات السياسيَّة، إذ استقبل السُكَّان البيزنطيّون والأفارقة والبربر حسَّانًا مُستغيثين به من الكاهنة، وقدَّموا لهُ الأموال والطَّاعة. واستردَّ المُسلمون بعض القلاع مثل قابس وقفصة وقسطيلية، ودخلوا المغرب الأوسط. وعندما اقترب حسَّان من الكاهنة أدركت المرأة الغريبة بِفراستها أنَّها عاجزة عن مُواجهة المُسلمين، بعد وُصول الإمدادات إليهم وانضمام البيزنطيين والبربر إلى صُفوفهم، وعرفت أنَّ نهايتها أصبحت قريبة، لكنَّها لم تستسلم مُعتبرةً ذلك من العار، فأوغلت في جبال الأوراس لِتسحب المُسلمين خلفها، فطاردها حسَّان مُدَّة سنتين إلى أن حصل اللقاء الحاسم معها، وفي ذلك الوقت كان جيش المُسلمين قد تضخَّم كثيرًا بعد أن انضمَّ إليه المزيد والمزيد من البربر الذين اعتنقوا الإسلام، بما فيهم بعض أتباع الكاهنة الذين انتفضوا عنها شيءًا فشيئًا، ودارت بين الطرفين معركةٌ ضارية في منطقة طبرقة كثُر فيها القتل، إلَّا أنَّ النصر كان حليفُ المُسلمين، وسقطت الكاهنة قتيلةً في المعركة. بعد مقتل الكاهنة، خضع بربر تلك المناطق للمُسلمين، وانضم منهم 12 ألف إلى المُسلمين بعد أن أعلنوا إسلامهم. استعاد حسَّان بذلك القيروان، فدخلها وعمّرها مُجددًا، والتفت إلى تنظيم ولايته إداريًّا، فدوَّن الدواوين وأقام الخراج على من بقي من الروم والبربر في إفريقية على المسيحيَّة، كما ابتنى دار للصناعة بأمرٍ من عبد الملك بن مروان، ثُمَّ سار سنة 79هـ إلى دمشق بالغنائم.

## قائمة ملوك الأوراس
| الملك          | فترة الحكم                | ملاحظات |
| -------------- | ------------------------- | --- |
| ماستييس        | حكم ج. 426–494 أو 449-516 | ادعى الملك ماستييس لقب إمبراطور خلال حكمه في حوالي عام 516 م. |
| يبداس          | 530 – 546م                | نزل يبداس على رأس 30 ألف مقاتل صيف 535 م يجوب الهضاب العليا النوميدية حتى وصل حدود التل دون تمكن الحاميات البيزنطية من صده.                                                                                        |
| حاكم غير معروف |                           | لم يسجل أي حكام بين 546 و680. |
| الكاهنة ديهيا  | ق. 680–712                | قائدة أمازيغية خلفت الملك أكسيل في حكم البربر وحكمت شمال إفريقيا مدة 35 سنة، قادت ديهيا عدّة حملات ومعارك ضد الرومان والعرب والبيزنطيين في سبيل استعادة الأراضي التي قد أستولوا عليها في أواخر القرن السادس ميلادي. |